# Andraca bipunctata
Andraca bipunctata is een vlinder uit de familie van de gevlamde vlinders (Endromidae). De wetenschappelijke naam van de soort werd voor het eerst geldig gepubliceerd in 1865 door Francis Walker.